# Excitotoxicidad

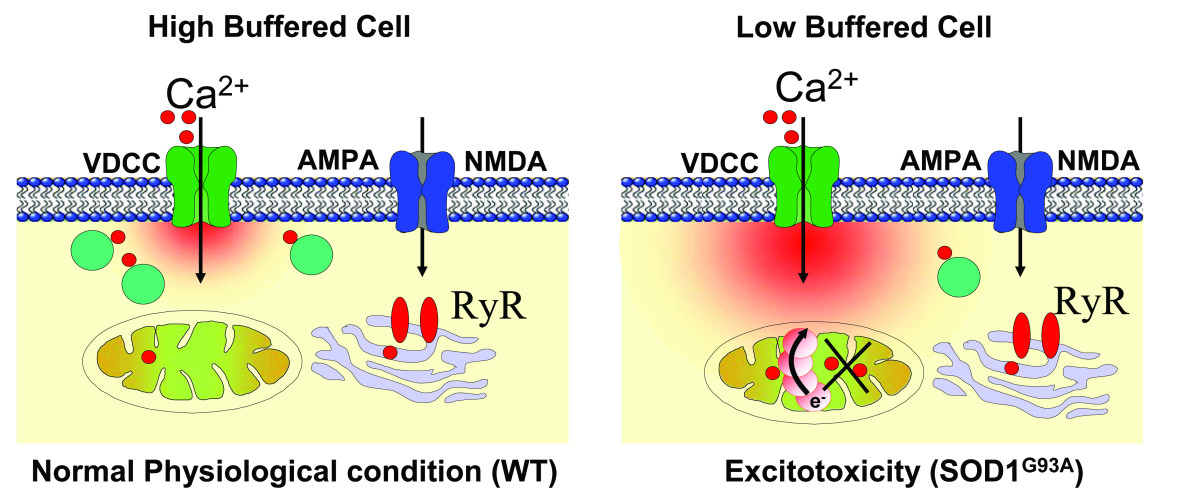
Excitotoxicidad bajo estrés fisiológico y condiciones fisiopatológicas en la neurona motora.

La excitotoxicidad es el proceso patológico por el cual las neuronas son dañadas y destruidas por las sobreactivaciones de receptores del neurotransmisor excitatorio glutamato, como el receptor NMDA y el receptor AMPA. Las excitotoxinas como el NMDA y el ácido kaínico que se unen a estos receptores, así como altos niveles patológicos de glutamato, pueden provocar la excitotoxicidad al permitir que niveles elevados de iones de calcio entren en la célula. La entrada de Ca++ en las células activa una serie de enzimas, incluyendo las fosfolipasas, las endonucleasas, y proteasas tales como la calpaína. Estas enzimas continúan dañando estructuras celulares como las que componen el citoesqueleto, la membrana y el ADN.
La excitotoxicidad podría hallarse entre las causas de la apoplejía, del daño cerebral traumático y de enfermedades neurodegenerativas del sistema nervioso central (SNC) tales como la esclerosis múltiple, la enfermedad de Alzheimer, la esclerosis lateral amiotrófica (ALS), la fibromialgia, la enfermedad de Parkinson y la enfermedad de Huntington. Otras causas comunes que provocan un exceso de concentraciones de glutamato alrededor de las neuronas son la hipoglicemia, el estado epiléptico y accidentes cerebrovasculares.

## Historia
Los efectos negativos del glutamato fueron observados por primera vez en 1954 por T. Hayashi, un científico japonés que observó que la aplicación directa de glutamato al SNC provocaba una actividad ralentizada, aunque este informe pasó inadvertido durante varios años. La toxicidad del glutamato fue más tarde observada por D. R. Lucas y J. P. Newhouse en 1957, cuando, al alimentar con glutamato monosódico a crías de ratones recién nacidos, se destruyeron las neuronas de las capas internas de la retina. Más tarde, en 1969, John Olney descubrió que el fenómeno no quedaba limitado a la retina, sino que se producía en todo el cerebro, y acuñó el término excitotoxicidad. También apreció que la muerte celular estaba limitada a las neuronas postsinápticas, que los agonistas del glutamato eran tan neurotóxicos como lo era su eficiencia para activar los receptores de glutamato y que los antagonistas del glutamato podían frenar la neurotoxicidad.
A partir de ahí, treinta años de investigación científica han expuesto que el glutamato monosódico de la dieta no presenta riesgo para el cerebro. La mala reputación del glutamato de que incrementa en el cerebro después de su ingesta aparece como infundada en los resultados de laboratorio; en esos estudios iniciales, bien se inyectaba el glutamato directamente en sangre o vía oral en cantidades masivas antes de que madurara la barrera hematoencefálica (solo ocurre en ratones recién nacidos, no en ratas y por supuesto no en humanos). Por eso la Federation of American Societies for Experimental Biology (FASEB), la Organización Mundial de la Salud y la Comisión Científica de la Unión Europea aprobaron el uso del glutamato como ingrediente alimentario y lo calificaron apto para el consumo humano. Sin embargo, dichos resultados requieren verificarse por laboratorios independientes con carácter civil, ya que los mencionados estudios, se realizaron por organismos que tienen relación directa con la industria alimenticia, principal beneficiada en caso de obtener este tipo de resultados. 
El glutamato es un aminoácido que sintetiza el organismo y forma parte de numerosas proteínas (10-20 %). No solo es imposible ingerir una dieta sin glutamato, sino que la falta de glutamato en la dieta podría vulnerar la integridad del intestino. Debido a la importancia que tiene en el mantenimiento de la salud de la mucosa del estómago e intestino, nuestro organismo ha desarrollado un mecanismo específico para identificar el glutamato. Existen receptores en la lengua que se activan con el glutamato dando el gusto sabroso conocido como umami. También es un componente importante de la leche materna. Los aspectos nocivos del glutamato se circunscriben al particular microambiente del cerebro, lesiones, contusiones cerebrales, donde el que el glutamato funciona como neurotransmisor.

## Fisiopatología
La excitotoxicidad puede ser causada por sustancias producidas por el cuerpo (excitotoxinas endógenas). El glutamato es un perfecto ejemplo de una excitotoxina en el cerebro y, paradójicamente, es también el más importante neurotransmisor excitativo en el SNC de los mamíferos. En condiciones normales, la concentración de glutamato puede incrementarse hasta 1 mmol en la hendidura sináptica, la cual disminuye rápidamente en un lapso de milisegundos. Cuando la concentración de glutamato alrededor de la hendidura sináptica no se puede disminuir o llega a niveles mayores, la neurona inicia el proceso de muerte celular programada denominado apoptosis.
Este fenómeno patológico puede suceder también tras un daño cerebral. El traumatismo cerebral o la apoplejía puede producir isquemia, reduciendo el flujo de sangre a niveles inadecuados. A la Isquemia le sigue una acumulación de glutamato y de aspartato en el fluido extracelular, causando muerte celular, ante la caída de oxígeno y de glucosa se inicia la muerte. La cascada bioquímica que resulta de la isquemia y que implica excitotoxicidad se denomina cascada isquémica. Debido a las reacciones resultantes de la isquemia y de la activación del receptor de glutamato, se puede inducir un coma químico profundo en pacientes con daño cerebral para reducir la tasa metabólica cerebral (su necesidad de oxígeno y glucosa) y ahorrar energía para utilizarla en la eliminación del glutamato de forma activa (debe tenerse en cuenta que el principal objetivo en los comas inducidos es reducir la presión intracraneal, no el metabolismo cerebral).
Una de las consecuencias dañinas del exceso de calcio en el citosol es la apertura del poro de transición de permeabilidad mitocondrial, un poro en las membranas de las mitocondrias que se abre cuando los orgánulos absorben demasiado calcio. La apertura del poro provoca que la mitocondria se hinche y libere proteínas que pueden llevar a una apoptosis. El poro puede provocar también que la mitocondría libere más calcio. Además, la producción de trifosfato de adenosina (ATP) puede detenerse y la ATP sintasa puede, de hecho, comenzar a hidrolizar ATP en vez de producirlo.
Una producción insuficiente de ATP resultante de un trauma cerebral puede eliminar gradientes electroquímicos de ciertos iones. Los transportadores de glutamato requieren el mantenimiento de estos gradientes iónicos para eliminar el glutamato del espacio extracelular. La pérdida de gradientes iónicos resulta, no solo en la interrupción del consumo de glutamato, sino también en la inversión de los transportadores, provocándoles la liberación de glutamato y aspartato en el espacio extracelular. Esto conlleva una acumulación de glutamato y la consiguiente activación dañina de sus receptores
A nivel molecular, el flujo de calcio no es el único responsable de la apoptosis inducida por la excitotoxicidad. Recientemente se ha observado que la activación del receptor extrasináptico NMDA, desencadenada por la exposición al glutamato o por condiciones hipóxicas/isquémicas, activaba el aislamiento de la CREB (AMPc: proteína fijadora de elementos de respuesta), que, a su vez, provocaba una pérdida del potencial de la membrana mitocondrial y apoptosis. Por otra parte, la activación de los receptores sinápticos de NMDA solo estimulaba el ciclo de la CREB que activa el BDNF (factor neurotrófico derivado del cerebro), sin activar la apoptosis.

## Aspartamo
La cuestión excitotóxica más conocida (por el público general) es el actual debate en torno al aspartamo, también conocido como Nutrasweet. Aproximadamente un 40 % del aspartamo (por masa) se descompone en ácido aspártico, una excitotoxina. Debido a que el aspartamo se metaboliza y se absorbe muy rápido (no como en los alimentos con proteínas que contienen ácido aspártico), podría incrementar ligeramente los niveles de aspartato en el plasma sanguíneo. Sin embargo, numerosas investigaciones sobre el ácido aspártico, otro aminoácido excitatorio, han demostrado que el cerebro no tiene acceso directo al ácido aspártico de la dieta. Por lo tanto, consumido en cantidades normales con la comida no supone un riesgo para el funcionamiento normal del cerebro.
La corporación Monsanto es la que se hace con la patente al absorber la farmacéutica Searle.
En 1981, su uso fue autorizado por la FDA (Food and Drug Administration) de EE. UU.